# Maurice Jones-Drew
Pour les articles homonymes, voir Jones et Drew.
(en) Statistiques sur pro-football-reference
 Maurice Jones-Drew , né le 23 mars 1985 à Oakland (Californie), est un joueur américain de football américain ayant évolué au poste de running back. Il a joué neuf saisons dans la National Football League (NFL) pour les Jaguars de Jacksonville (2006 à 2013) et les Raiders d'Oakland (2014).

## Biographie

### Carrière universitaire
Il effectue sa carrière universitaire avec les Bruins d'UCLA. Il possède le record au sein de UCLA du nombre de yards gagnées au total (4 688) et durant un match (322). Il est le seul Bruins à avoir marqué 5 touchdowns pendant un match.

### Carrière professionnelle
Il est sélectionné au 2e tour, en 60e position, par les Jaguars de Jacksonville lors de la draft 2006 de la NFL.

## Statistiques
| Année              | Équipe                  | MJ                 |       | Courses | Courses | Courses | Courses |       | Passes réceptionnées | Passes réceptionnées | Passes réceptionnées | Passes réceptionnées |  | Fumbles | Fumbles |
| Année              | Équipe                  | MJ                 | Nb.   | Yards   | Moy.    | TD      | Nb.     | Yards | Moy.                 | TD                   | Nb.                  | Perdus               |  |         |         |
| 2006               | Jaguars de Jacksonville | 16                 | 166   | 941     | 5,7     | 13      | 46      | 436   | 9,5                  | 2                    | 1                    | 1                    |  |         |         |
| 2007               | Jaguars de Jacksonville | 15                 | 167   | 768     | 4,6     | 9       | 40      | 407   | 10,2                 | 0                    | 2                    | 2                    |  |         |         |
| 2008               | Jaguars de Jacksonville | 16                 | 197   | 824     | 4,2     | 12      | 62      | 565   | 9,1                  | 2                    | 6                    | 2                    |  |         |         |
| 2009               | Jaguars de Jacksonville | 16                 | 312   | 1 391   | 4,5     | 15      | 53      | 374   | 7,1                  | 1                    | 2                    | 1                    |  |         |         |
| 2010               | Jaguars de Jacksonville | 14                 | 299   | 1 324   | 4,4     | 5       | 34      | 317   | 9,3                  | 2                    | 2                    | 2                    |  |         |         |
| 2011               | Jaguars de Jacksonville | 16                 | 343   | 1 606   | 4,7     | 8       | 43      | 374   | 8,7                  | 3                    | 6                    | 1                    |  |         |         |
| 2012               | Jaguars de Jacksonville | 6                  | 86    | 414     | 4,8     | 1       | 14      | 86    | 6,1                  | 1                    | 2                    | 0                    |  |         |         |
| 2013               | Jaguars de Jacksonville | 15                 | 234   | 803     | 3,4     | 5       | 43      | 314   | 7,3                  | 0                    | 1                    | 1                    |  |         |         |
| 2014               | Raiders d'Oakland       | 12                 | 43    | 96      | 2,2     | 0       | 11      | 71    | 6,5                  | 0                    | 1                    | 0                    |  |         |         |
| Totaux en carrière | Totaux en carrière      | Totaux en carrière | 1 847 | 8 167   | 4,4     | 80      | 346     | 2 944 | 8,5                  | 11                   | 23                   | 10                   |  |         |         |